# 徐天澤
徐天澤（1482年—1527年），字惠民，一字伯雨，號蕙皋。順天府昌平縣（今北京市昌平區）校尉籍，浙江餘姚縣（今餘姚市）人，明朝政治人物。

## 生平
弘治十四年（1501年）辛酉科順天鄉試第十六名舉人。弘治十五年（1502年）聯捷壬戌科會試第八十三名，二甲第十六名進士。授南京工部主事。出爲廣西桂林府知府。正德十二年（1517年）考察，以「不謹」去職。嘉靖六年（1527年）卒。

## 家族
曾祖徐伯昂；祖父徐祿；父徐雲，聽選官。母闕氏。具庆下。